# 유건 (배우)
유건(劉建, 1983년 1월 21일 ~ )은 대한민국의 배우이다.
2000년 OPPA라는 그룹을 통해 가수로 데뷔하였으며, 해체 후 서울예술대학에 입학하여 잠시 학업에 전념했고 2006년에 연기자로 전향했다.
원래 미국 애리조나 태생으로 미국 시민권자였으나, 2001년 대한민국 병역 의무를 위해 미국 시민권을 포기하고 대한민국 국적을 취득한 것으로 알려져 있었으나, 사실은 생활에 여유가 없어서 미국으로 돌아갈 시기를 계속 놓친 탓에 대한민국 국적으로 바꿨다고 제대한 후 언급했다.성악가 조수미의 5촌 조카이기도 하다.
2011년 3월 2일 현역으로 입대하여 현역으로 군 복무를 마치고 2012년 12월 1일 만기 제대했으며, 2013년 "지성이면 감천"을 통하여 연기자 복귀를 알렸다.

## 학력
- 덕원고등학교
- 서울예술대학 방송연예과
- 건국대학교 영화예술학과

## 출연작

### 드라마
- 2006년 KBS2 《안녕하세요 하느님》 ... 하루 역
- 2007년 SBS 《불량커플》 ... 준수 역
- 2008년 tvN 《맞짱》 ... 강건 역
- 2009년 MBC 《멈출 수 없어》 ... 강인찬 역
- 2010년 SBS 《검사 프린세스》 ... 이민석 역
- 2012년 국방TV 《행군 시즌 2》 ... 강필모 역
- 2013년 KBS1 《지성이면 감천》 ... 한재성 역
- 2014년 MBC 《호텔킹》 ... 존 하워드 역
- 2014년 JTBC 《유나의 거리》 ... 태식 역
- 2014년 OCN 《닥터 프로스트》 ... 배두한 역 (특별출연)
- 2017년 SBS 《달콤한 원수》 ... 최선호 역
- 2019년 SBS 《황후의 품격》 ... 강주승 역
- 2019년 KBS2 《너의 노래를 들려줘》 ... 마이클 리 역
- 2020년 JTBC 《우아한 친구들》

### TV 단막극
- 2008년 KBS2 《KBS 드라마시티 - 사랑팔아 닷.컴》 윤동아 역
- 2014년 KBS2 《KBS 드라마 스페셜 - 운동화를 신은 신부》 (우정출연)

### 영화
- 2006년 《다세포 소녀》 우스 역
- 2006년 《언니가 간다》 오태훈 - 18세 역
- 2007년 《권순분 여사 납치사건》 서종만 역
- 2008년 《무림여대생》 준모 역
- 2016년 《날, 보러와요》 이우진 역

## 수상 및 후보
| 연도 | 시상식              | 부문                                  | 작품                 | 결과 |
| ---- | ------------------- | ------------------------------------- | -------------------- | ---- |
| 2006 | KBS 연기대상        | 남자 신인연기상                       | 안녕하세요 하느님    | 후보 |
| 2008 | 제44회 백상예술대상 | 영화부문 남자 신인연기상              | 권순분 여사 납치사건 | 후보 |
| 2017 | SBS 연기대상        | 일일&주말드라마부문 남자 최우수연기상 | 달콤한 원수          | 후보 |